# Estadio Cheikha Ould Boïdiya
El Estadio Cheikha Ould Boïdiya (en francés: Stade Cheikha Ould Boïdiya) es un estadio de fútbol ubicado en Nuakchot, en la parte occidental de Mauritania. Con una capacidad de 5.000 espectadores, está situado al lado (sur) de la École d'Application, frente a Maison de Jeunes al oeste y el Lycée d'Arabe al sur. Un club de carreras con una piscina y cuatro canchas de tenis también se encuentran en el complejo. 

## Historia
El estadio fue inaugurado en 1969 como el Estadio de la Capital (Stade de la Capitale). En 1970 acogió el primer encuentro deportivo nacional de Mauritania: la Semana Nacional de los Deportes, inaugurada por el presidente Moktar Ould Daddah. En 1983, con la inauguración del Estadio Olímpico de Nuakchot, todas las competiciones deportivas fueron trasladadas al nuevo estadio, frente a un Estadio de la Capital que se iría deteriorando con el tiempo, abandonado a su suerte. Sin embargo, algunos servicios públicos y particulares se interesaron por el estadio. El Racing Club de Nuakchot se hizo con la parte noroeste, donde se construyeron pistas de tenis. Posteriormente, la policía construyó su cuartel general en la parte nordeste.
En 1990, se llevó a cabo una gran operación de rehabilitación. Tras el cambio de siglo, la Federación inició una operación de traspaso a la wilaya de Nuakchot, aunque dicha operación no fue exitosa. Posteriormente, la Federación estableció allí su sede.
En abril de 2012 empezaron las obras de iluminación del estadio y se renombró a Cheikha Ould Boidiya (o Boydiya), presidente de la Federación Mauritana de Fútbol fallecido en 1988 en un accidente de tráfico.